# Castle Coeffin

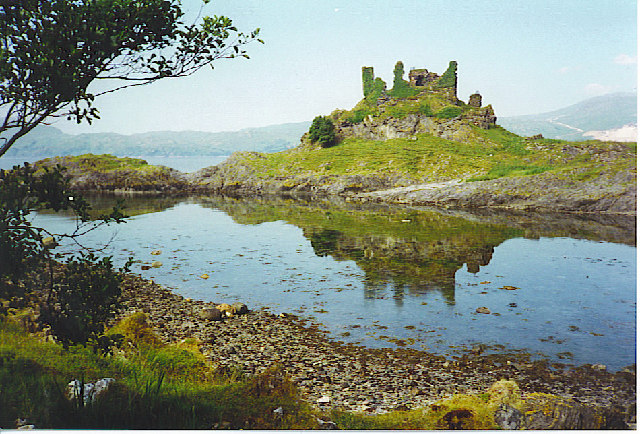
Ruinen von Castle Coeffin

Castle Coeffin ist eine Burgruine auf der Insel Lismore im Loch Linnhe in der schottischen Council Area Argyll and Bute. Sie liegt auf einer Landspitze an der Nordwestküste der Insel gegenüber der alten Wikingersiedlung Glensanda.

## Geschichte
Castle Coeffin entstand an der Stelle einer alten Wikingerfestung. Der Name „Coeffin“ soll von „Caifen“, dem Namen eines Wikingerprinzen, kommen. Dessen Schwester soll als Geist die Burg heimgesucht haben, bis ihre Überreste an der Seite ihres Liebhabers in Norwegen beerdigt worden seien.
Castle Coeffin wurde im 13. Jahrhundert errichtet, vermutlich im Auftrag des Clan MacDougall von Lorne. Lismore war ein wichtiger Ort in dessen Herrschaft, da dort die Kathedrale des Heiligen Moluag, Sitz des Bischofs von Argyll, steht. Erstmals wird die Burg 1469–1470 urkundlich erwähnt, als sie an Sir Colin Campbell verlehnt wurde. Nach dem Ende des Mittelalters war sie vermutlich nicht mehr bewohnt.

## Ruinen
Die Ruinen bestehen aus einem rechteckigen, traditionellen Hallenhaus und einer unregelmäßig geformten Vorburg. Der Rittersaal hat einen annähernd rechteckigen Grundriss von etwa 20,3 Metern × 10,4 Metern. Die Mauern sind 2,1–2,4 Meter dick. Die Vorburg wurde größtenteils später als der Rittersaal errichtet. Eine Außentreppe verband vermutlich den Eingang in der Nordostmauer mit der Vorburg. Ein zweites Tor an der Südwestseite vermittelte den Zugang zum Meer.

## Weitere Anlagen
Ein Gezeitenfischwehr unbekannten Alters liegt in einer kleinen Bucht südöstlich der Burgruine. Nordöstlich der Burgruine findet man die Reste eines steinernen Forts. Der Ordnance Gazetteer of Scotland, der 1892 veröffentlicht wurde, führt ein Castle Rachel an prinzipiell demselben Ort wie Castle Coeffin auf. Es wird als „eine sehr alte skandinavische Befestigung in der Gemeinde Lismore und Appin, Argyllshire, auf der Nordwestseite der Insel Lismore, 2,5 Meilen von ihrem nordöstlichen Ende, heute eine verfallene, efeuumrankte Ruine,“ beschrieben.